# Ted Neeley

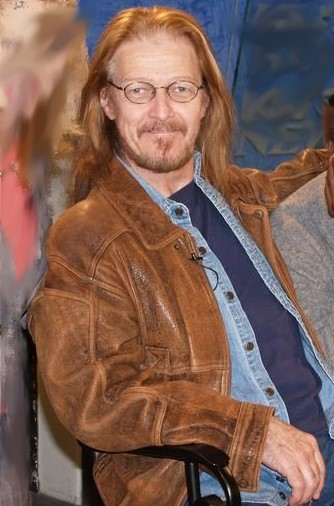
Neeley 2008 in San Diego, Kalifornien

Teddie „Ted“ Joe Neeley (* 20. September 1943 in Ranger, Texas) ist ein US-amerikanischer Sänger, Schauspieler und Produzent. Neeley wurde bekannt durch seine Darstellung Jesu Christi in der Rockoper Jesus Christ Superstar sowie der gleichnamigen Verfilmung von 1973. Er spielte die Rolle zuletzt 2010 auf der Bühne.

## Filmografie (Auswahl)
- 1971: Fluchtpunkt San Francisco (Vanishing Point)
- 1973: Jesus Christ Superstar
- 1977: Fluch des Chikara (The Shadow of Chikara)
- 1977/1978: Der Mann aus Atlantis (Man from Atlantis, Fernsehserie, 2 Folgen)
- 1979: Starsky & Hutch (Fernsehserie, Folge Targets Without a Badge: Part 1)
- 1979: Ein perfektes Paar (A Perfect Couple)
- 1981: Jodie – Irgendwo in Texas (Hard Country)
- 1981: Von Mäusen und Menschen (Of Mice and Men, Fernsehfilm)
- 1982: Dead Ringer
- 1983: Detektei mit Hexerei (Tucker's Witch, Fernsehserie, Folge Rock Is a Hard Place)
- 1985: Trio mit vier Fäusten (Riptide, Fernsehserie, Folge Wipe Out)
- 2012: Django Unchained
- 2016: The Devil’s Carnival: Alleluia!
- 2020: Kill Mode